# Токсодонти
Токсодонти (Toxodonta) — підряд викопних ссавців ряду Нотоунгуляти (Notoungulata), що мешкали протягом еоцену—плейстоцену. Включає 5 родин, представники яких відрізняються будовою зубів та слухового апарату та характеризуються великими розмірами. Це травоїдні тварини, що мешкали у Південній Америці, де займали різні екологічні ніші. Група процвітала в олігоцені, коли деякі види сягали розмірів сучасних коней або носорога, але вимерли в плейстоцені.